# Europsko prvenstvo u nogometu do 21 godine 1978.
Nije bilo domaćina.

## Turnir
8 momčadi se kvalificiralo. Četvrtzavršnica, poluzavršnica i završnica igraju se kao doigravanje (dvije utakmice).

### Četvrtzavršnica
- Engleska 2:1  Italija
- Italija 0:0  Engleska
  - Engleska je pobijedila ukupnim ishodom 2:1

- Čehoslovačka 2:1  Istočna Njemačka
- Istočna Njemačka 5:2  Čehoslovačka
  - Istočna Njemačka je pobijedila ukupnim ishodom 6:5

- Jugoslavija 0:1  Mađarska
- Mađarska 0:2  Jugoslavija
  - Jugoslavija je pobijedila ukupnim ishodom 2:1

- Danska 4:1  Bugarska
- Bugarska 30  Danska
  - ukupni ishod 4:4, Bugarska je prošla zbog pogotka u gostima

### Poluzavršnica
- Bugarska 2:1  Istočna Njemačka
- Istočna Njemačka 3:1  Bugarska
  - Istočna Njemačka je pobijedila ukupnim ishodom 4:3

- Jugoslavija 2:1  Engleska
- Engleska 1:1  Jugoslavija
  - Jugoslavija je pobijedila ukupnim ishodom 3:2

### Završnica
- Istočna Njemačka 0:1  Jugoslavija
- Jugoslavija 4:4  Istočna Njemačka
  - Jugoslavija je pobijedila i postala prvakom ukupnim ishodom 5:4